# Freiherren von Wart

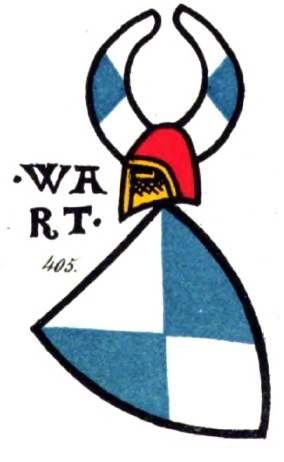
Wappen der Freiherren von Wart nach der Zürcher Wappenrolle

Die Freiherren von Wart waren ein Adelsgeschlecht, das im 12.–14. Jahrhundert im Gebiet des heutigen Kantons Zürich lebte. Ihr Stammsitz war die Burg Wart auf dem Gebiet der heutigen Gemeinde Neftenbach.

## Geschichte
Die bekanntesten Vertreter waren der Minnesänger Jakob von Wart und sein Bruder Rudolf von Wart. Letzterer war an der Ermordung von König Albrecht I. beteiligt und wurde bei der Blutrache der Habsburger wahrscheinlich 1309 in Brugg gerädert. Stammsitz der Familie war die Burg Wart auf dem Gebiet der heutigen Gemeinde Neftenbach. 

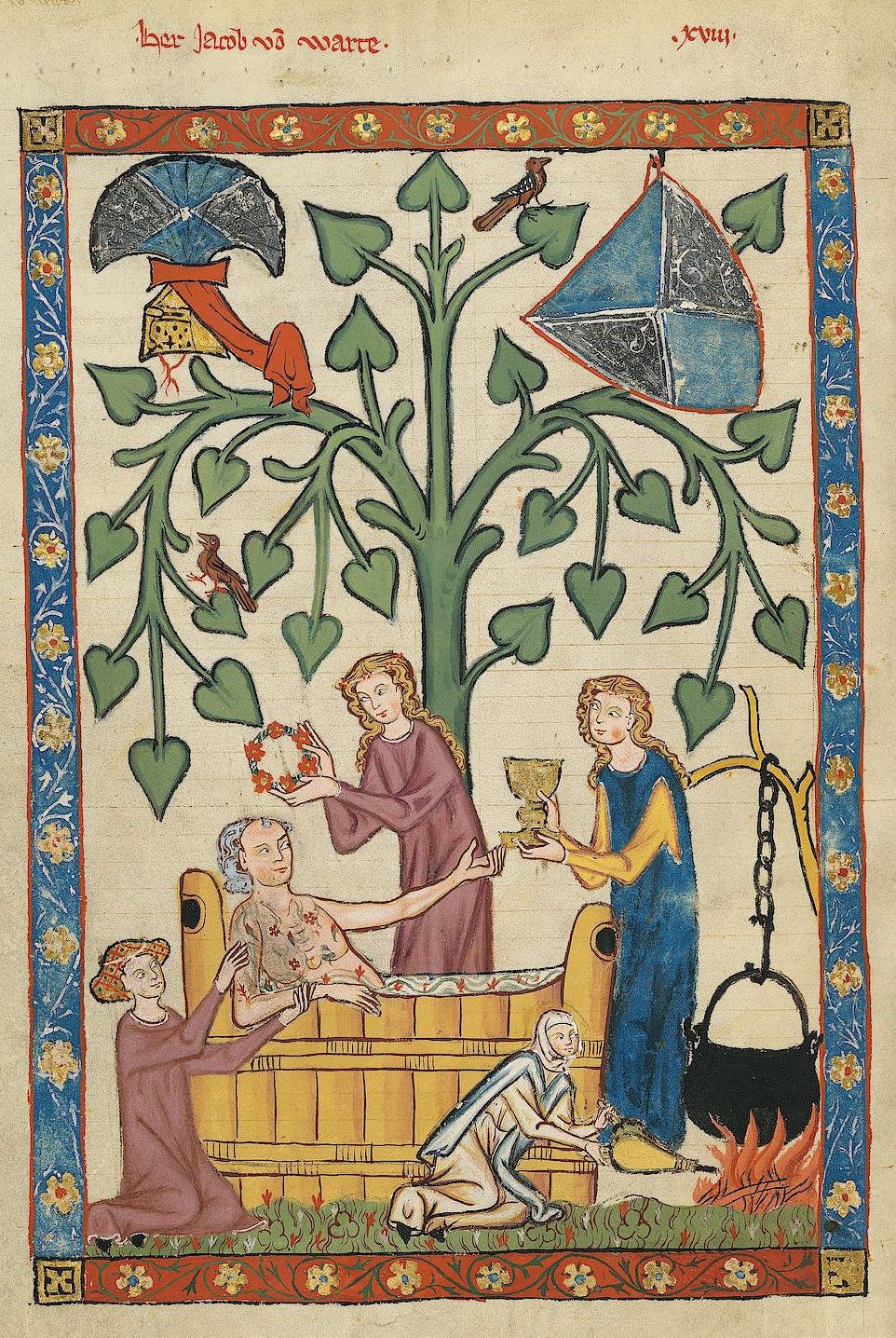
Jakob von Wart im Bad (Codex Manesse, fol. 46v)

Die mittelalterliche Burg wurde im 14. Jahrhundert zerstört, die heutige neugotische Burg Wart in Neftenbach der Freiherren von Sulzer-Wart entstand erst 1889.

### Kloster Weitenau
Die Familie hatte auch Güter im Schwarzwald; Die Brüder Arnold, Erkinbold und Heinrich von Wart schenkten um 1100 Kirchensatz und Ländereien bei Weitenau dem Benediktinerkloster St. Blasien, das dort das Priorat Weitenau errichtete. Die Vogtei über das Priorat verblieb vermutlich für einige Zeit bei der Familie.